# Andorf (Salzwedel)
Andorf is een plaats en voormalige gemeente in de Duitse deelstaat Saksen-Anhalt, en maakt deel uit van de Landkreis Altmarkkreis Salzwedel.
Andorf is een Ortschaft van de gemeente Salzwedel en bestaat uit de vijf Ortsteile Andorf, Hestedt, Rockenthin, Groß Grabenstedt en Klein Grabenstedt, kleine plattelandsdorpen. 
Andorf en Rockenthin liggen circa 10 km, de beide Grabenstedt-dorpjes 12 km ten westen van de stad Salzwedel. Ze liggen, dicht bij de deelstaatsgrens met Nedersaksen, aan de spoorlijn Stendal - Uelzen, maar hebben geen stopplaats voor de treinen.
De Ortschaft Andorf telde eind 2023 in totaal 280 inwoners, als volgt verdeeld: Andorf: 85; Hestedt: 52; Groß Grabenstedt: 2; Klein Grabenstedt: 28; Rockenthin: 113 personen.
Vanaf 1992 hoorden deze plaatsjes bij een aparte gemeente, vanaf 2010 een Ortschaft van Salzwedel, Henningen, maar werden daar in 2019 van afgesplitst.
In de Ortschaft staan enige 13e-eeuwse, evangelisch-lutherse dorpskerkjes.
Vanaf 1986 voerde de regering van de DDR maatregelen uit, om de Duits-Duitse grens verder te versterken. Het dorpje Groß Grabenstedt lag grotendeels in een niemandsland, vlak tegen deze grens aan. Regelmatig probeerden hier mensen uit de DDR naar West-Duitsland te vluchten. De Oost-Duitse overheid liet daarop het hele dorp, op één boerderij na, slopen.
De dorpjes Hestedt en Rockenthin werden in 1826, respectievelijk 1854 geheel door brand verwoest, maar later weer opgebouwd.

## Afbeeldingen

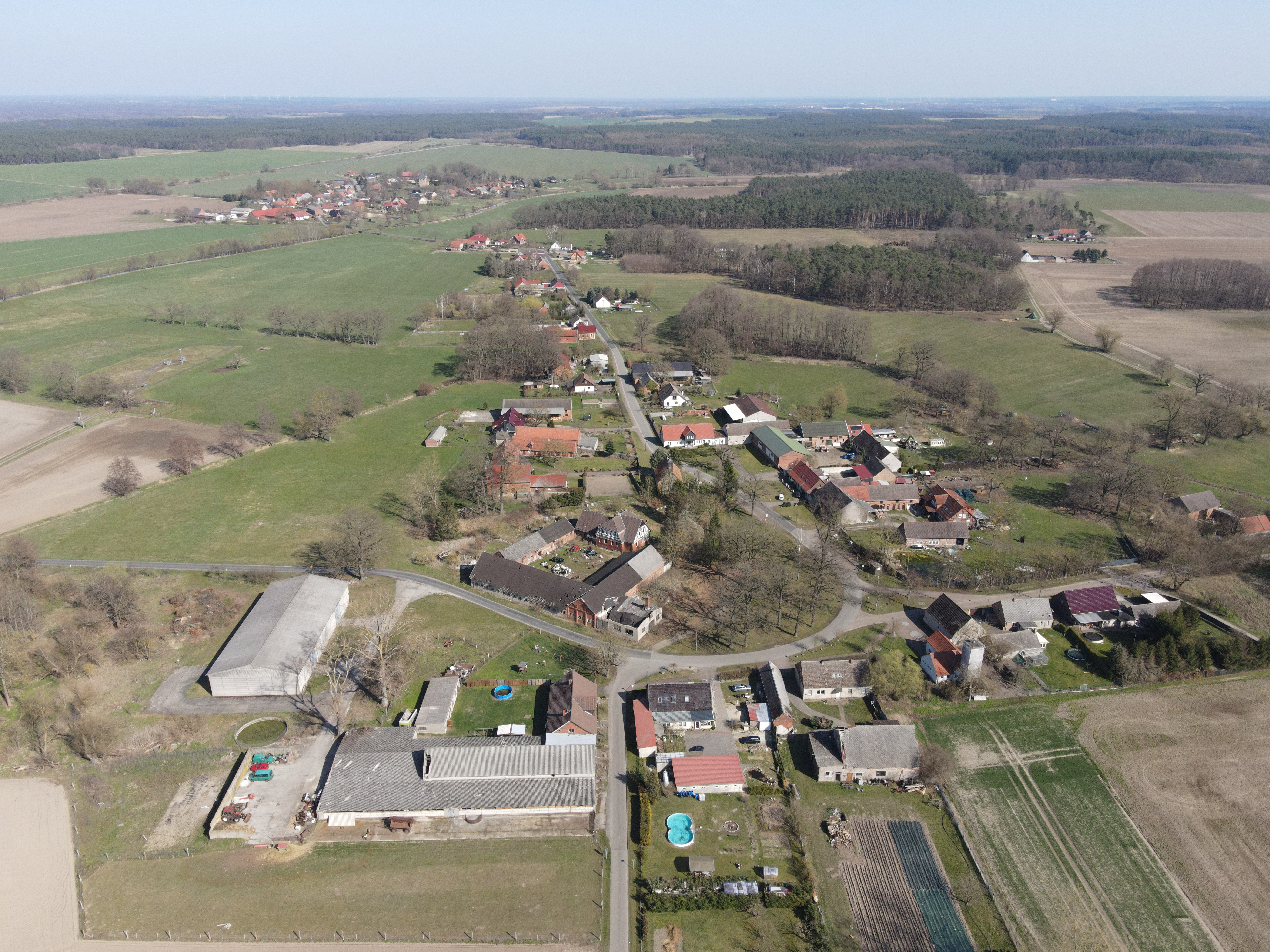
Luchtfoto Andorf (2021)
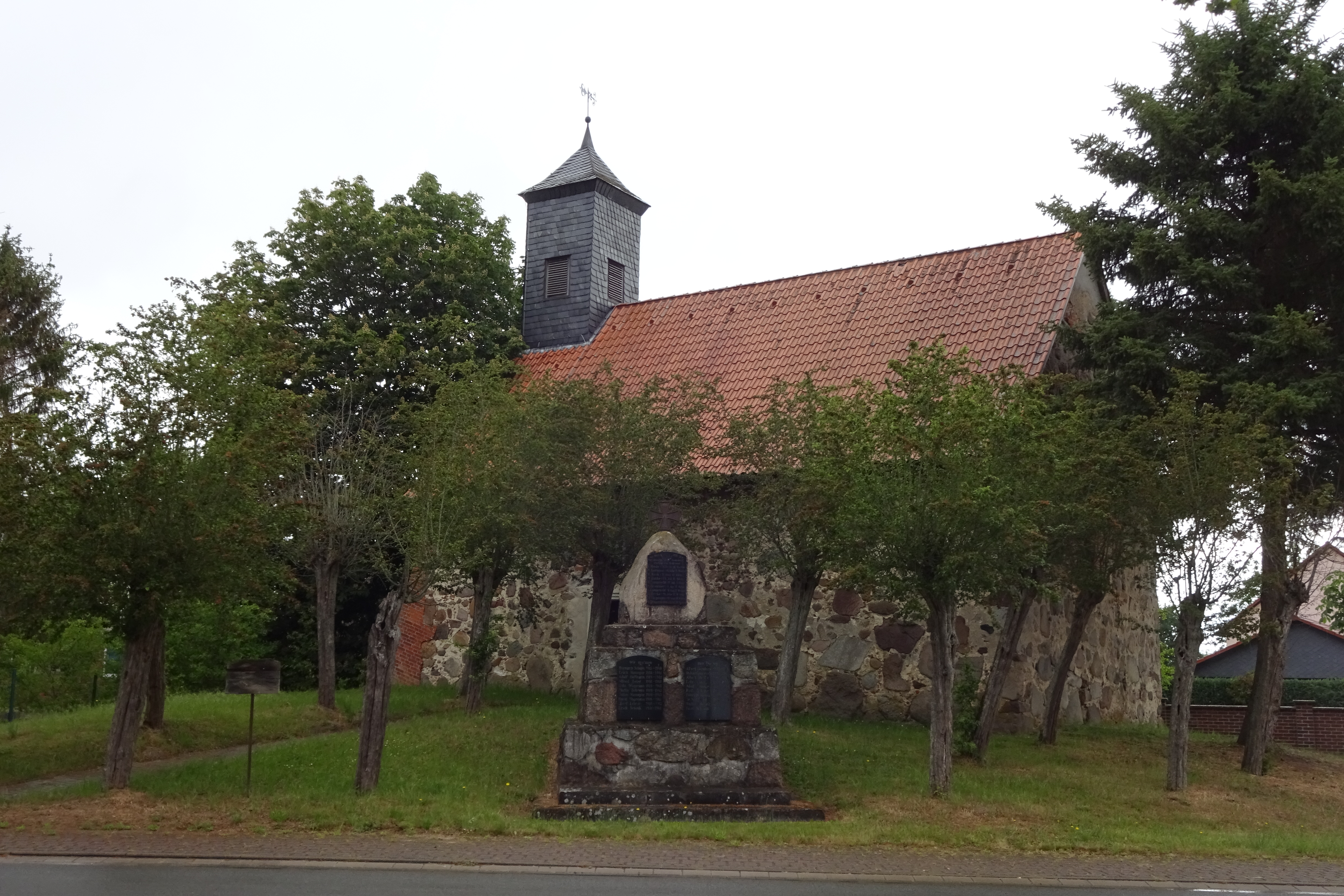
Kerkje te Andorf
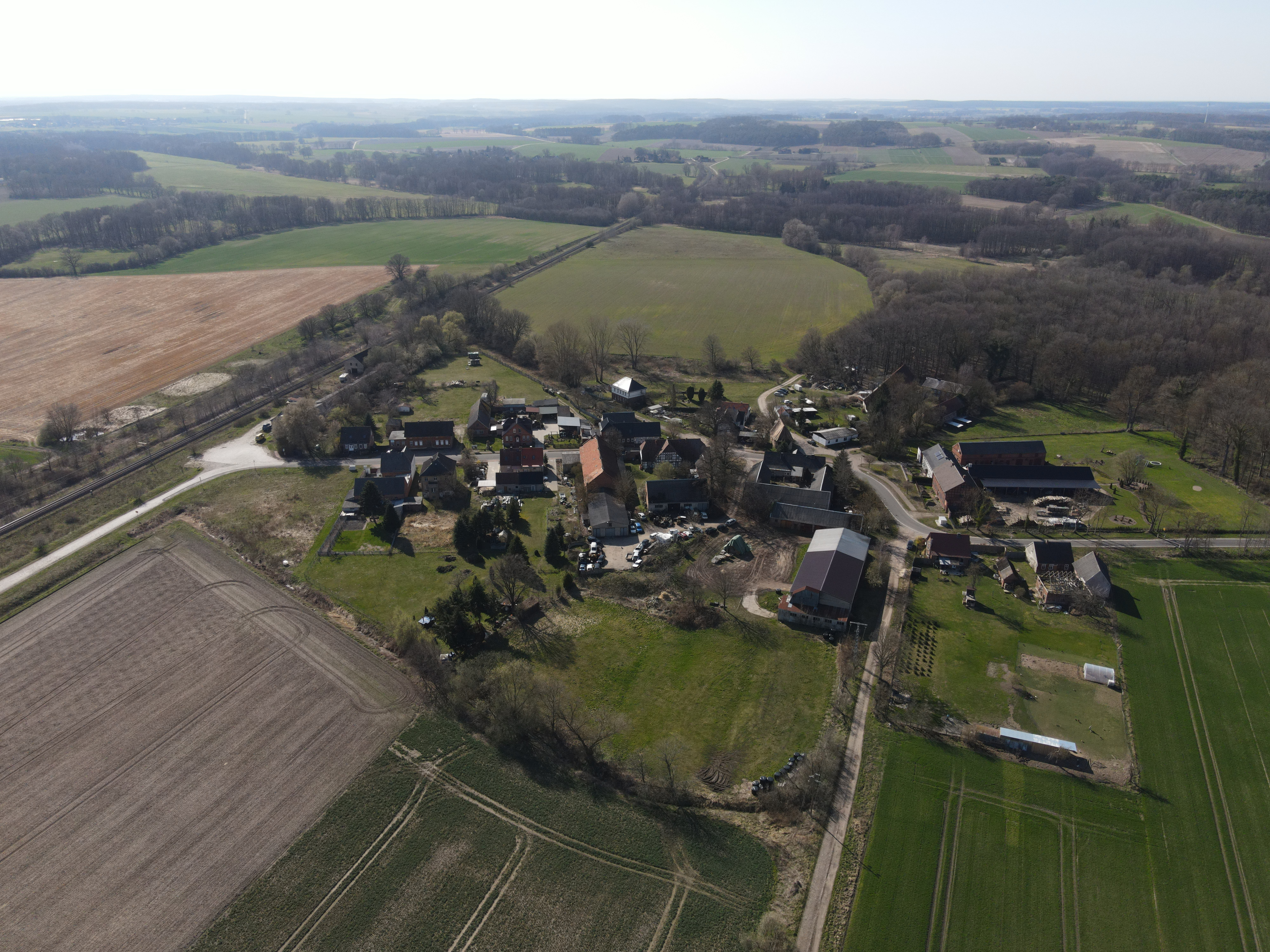
Luchtfoto Klein Grabenstedt
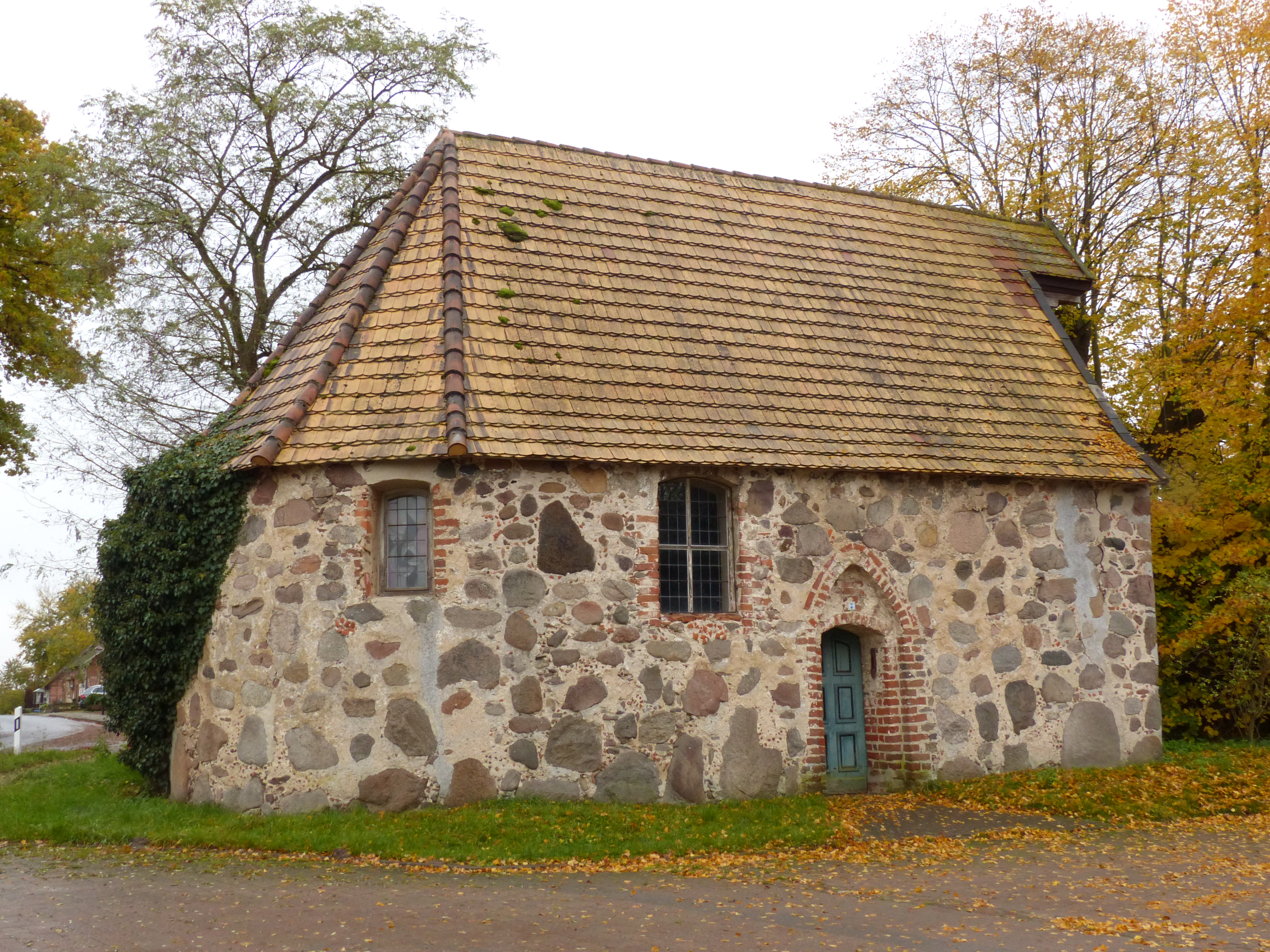
Kerkje te Klein Grabenstedt
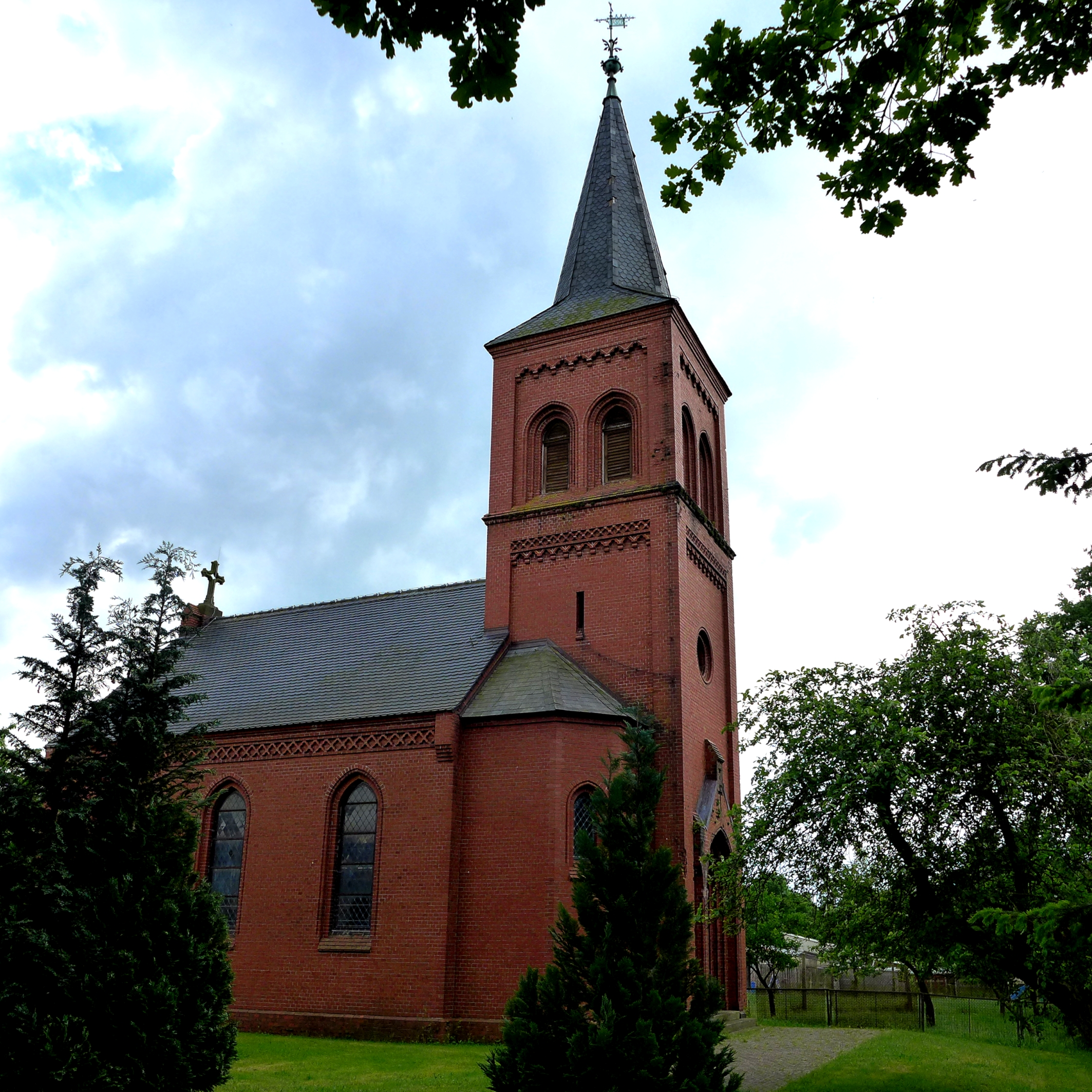
De dorpskerk te Hestedt (1896)
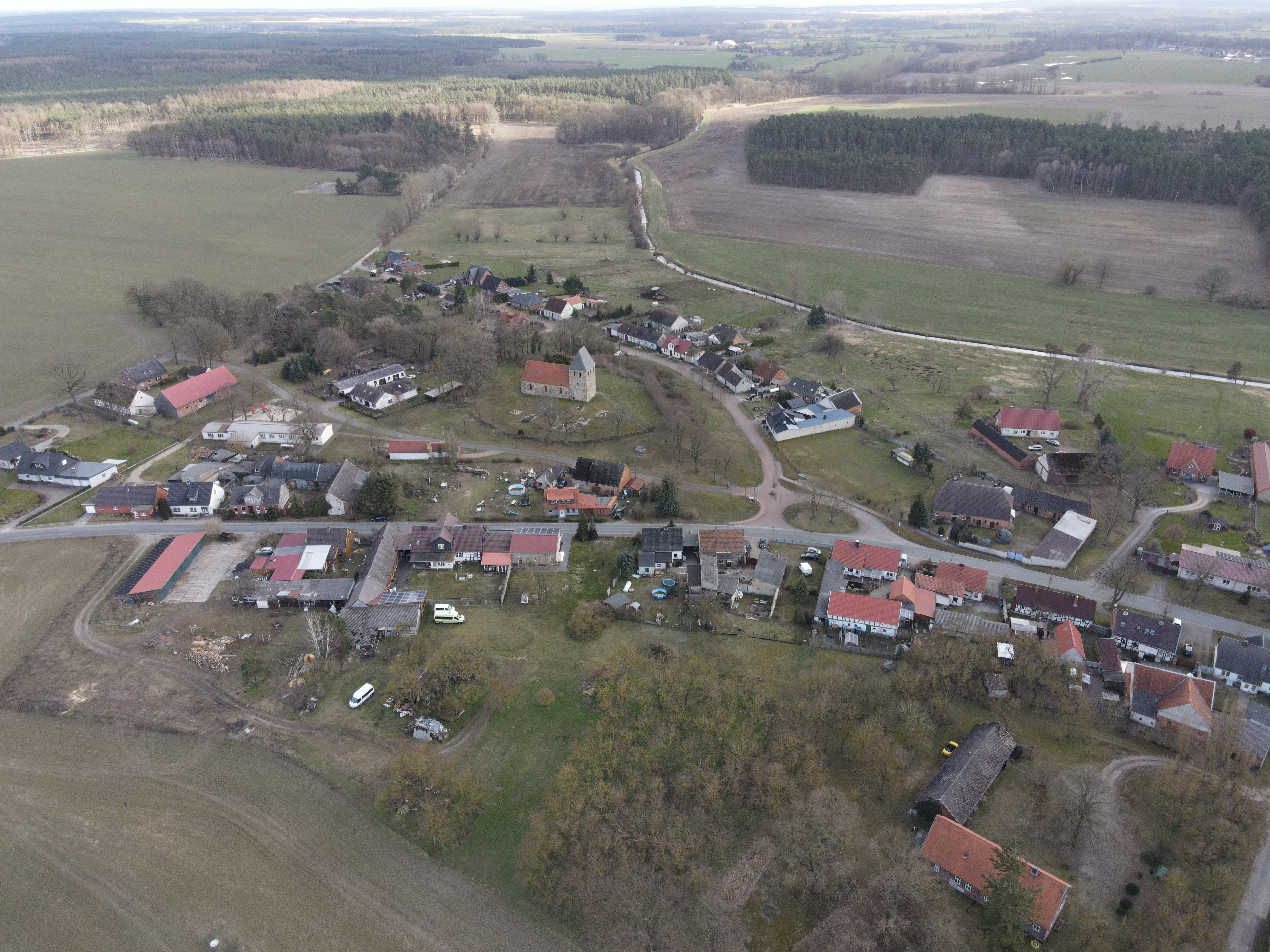
Luchtfoto Rockenthin, oostelijke helft van het dorp
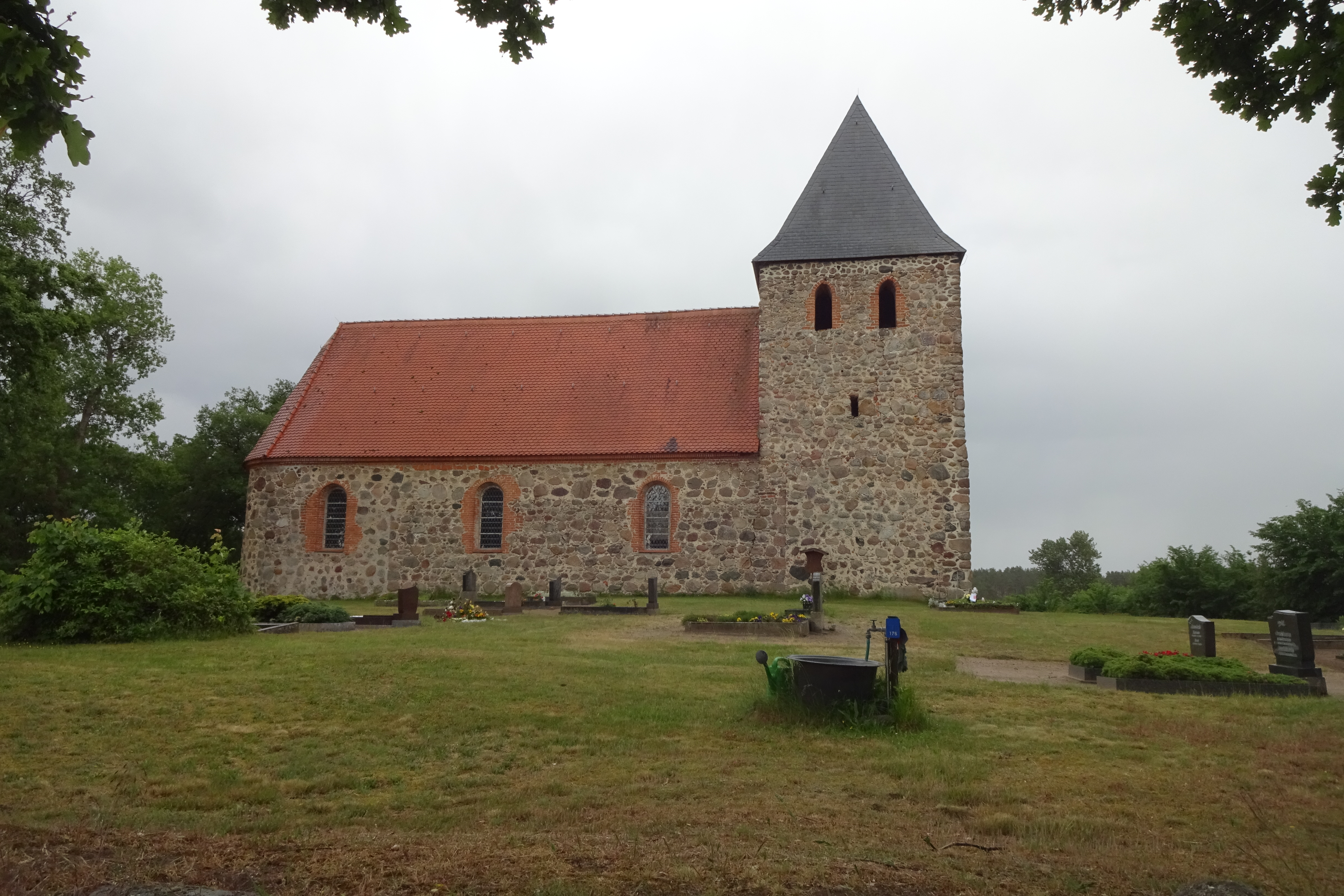
De dorpskerk te Rockenthin